# Keith Edwards (Fußballspieler, 1957)
Keith Edwards (* 16. Juli 1957 in Stockton-on-Tees) ist ein ehemaliger englischer Fußballspieler.

## Sportlicher Werdegang
Edwards spielte in der Jugend bei Leyton Orient und dem FC Middlesbrough. 1975 wechselte er zum Erstdivisionär Sheffield United, mit dem der Stürmer jedoch am Ende der Spielzeit 1975/76 in die Second Division abstieg. Mit dem Klub platzierte er sich in den folgenden beiden Spielzeiten im mittleren Bereich der Zweitligatabelle. 1978 wechselte er zum in die Third Division abgestiegenen Hull City, wo er Stammspieler war. Am Ende der Spielzeit 1980/81 ging es als Tabellenschlusslicht in die Fourth Division, er kehrte jedoch anschließend kurz nach Beginn der Viertligasaison 1981/82 zum parallel in die Viertklassigkeit abgestiegenen Sheffield United zurück. Im Saisonverlauf erzielte er 35 Treffer, damit war er als Torschützenkönig maßgeblich am direkten Wiederaufstieg der „Blades“ als Viertligameister beteiligt. In der Spielzeit 1983/84 belegte der Klub als Tabellendritter einen Aufstiegsplatz, erneut war er als Torschützenkönig mit 33 Saisontoren ein wichtiger Baustein bei der Zweitligarückkehr.
Kurz nach Beginn der Zweitligasaison 1986/87 warb Ligarivale Leeds United Edwards ab. Mit dem Klub erreichte er zwar das Semifinalspiel im FA Cup 1986/87 gegen Coventry City und erzielte bei der 2:3-Niederlage nach Verlängerung ein Tor, ansonsten konnte er an der Elland Road nicht an seine vorherige Torgefahr anknüpfen und wurde nach dem verpassten Aufstieg in die First Division im folgenden Herbst an den FC Aberdeen abgegeben. Hier blieb er jedoch nicht lange, im März 1988 kehrte er zum mittlerweile wieder zweitklassig antretenden Hull City zurück. Bis Sommer 1989 ging er für den Klub auf Torejagd und wurde in der Spielzeit 1988/89 mit 26 Treffern auch in der zweithöchsten Spielklasse Torschützenkönig, anschließend schloss er sich dem Viertligisten Stockport County an. Dieser verlieh ihn im März 1990 an den Drittligisten Huddersfield Town, nach vier Toren in zehn Ligaspielen wurde er anschließend fest verpflichtet. Im Dezember 1990 lieh ihn Plymouth Argyle kurzzeitig aus.
Nach dem Ende der aktiven Laufbahn war Edwards zeitweise für BBC Radio tätig, wo er als Experte für BBC Radio Sheffield die Spiele seiner Ex-Klubs kommentierte.